# Torneos ATP en 2000
Aquí se reflejan todos los torneos de la ATP disputados durante la temporada tenística de 2001. Aparecen ordenados según su categoría, y en orden de disputa, figurando a su vez el tenista ganador del torneo y el progreso de los jugadores en cada torneo a partir de los cuartos de final. Además se indica para cada torneo el importe económico para premios, la superficie en la que se juega y el número de tenistas participantes.
Al final se recogen los torneos ganados por cada tenista, según el número y la categoría de los torneos.

## Calendario

### Claves
| Grand Slam                    |
| Tennis Masters Cup            |
| ATP Tennis Masters Series     |
| Eventos por equipos           |
| ATP International Series Gold |
| ATP International Series      |

### Enero
| Semana                  | Torneo | Campeones | Finalistas | Semifinalistas                                                              | Cuartos de final                                                     |
| ----------------------- | --- | --- | --- | --------------------------------------------------------------------------- | -------------------------------------------------------------------- |
| 3 de enero de 2000      | Hopman Cup Perth, Australia Eventos por equipos Dura (i) – $900,000 – 8 equipos (RR) | Sudáfrica 3–0 | Tailandia | Ronda Robin perdedores (Grupo A) · Austria · Australia · Eslovaquia / Japón | Ronda Robin perdedores (Grupo B) · Suecia · Estados Unidos · Bélgica |
| 3 de enero de 2000      | AAPT Championships Adelaide, Australia International Series $350,000 – Dura | Lleyton Hewitt 3–6, 6–3, 6–2 | Thomas Enqvist                                                                                                  | Magnus Norman Nicolas Escudé                                                | Sébastien Grosjean Beto Martín Jason Stoltenberg Tim Henman          |
| 3 de enero de 2000      | AAPT Championships Adelaide, Australia International Series $350,000 – Dura | Todd Woodbridge Mark Woodforde 6–4, 6–2 | Lleyton Hewitt Sandon Stolle                                                                                    | Magnus Norman Nicolas Escudé                                                | Sébastien Grosjean Beto Martín Jason Stoltenberg Tim Henman          |
| 3 de enero de 2000      | Gold Flake Open Chennai, India International Series $430,000 Dura | Jérôme Golmard 6–3, 6–7(6–8), 6–3 | Markus Hantschk                                                                                                 | Martin Damm Cédric Pioline                                                  | Lorenzo Manta Jamie Delgado Tuomas Ketola Davide Sanguinetti         |
| 3 de enero de 2000      | Gold Flake Open Chennai, India International Series $430,000 Dura | Julien Boutter Christophe Rochus 7–5, 6–1 | Saurav Panja Srinath Prahlad                                                                                    | Martin Damm Cédric Pioline                                                  | Lorenzo Manta Jamie Delgado Tuomas Ketola Davide Sanguinetti         |
| 3 de enero de 2000      | Qatar Open Doha, Catar International Series $1,000,000 Dura | Fabrice Santoro 3–6, 7–5, 3–0 retired | Rainer Schüttler                                                                                                | Nicolas Kiefer Younes El Aynaoui                                            | Sjeng Schalken George Bastl Mikael Tillström Max Mirnyi              |
| 3 de enero de 2000      | Qatar Open Doha, Catar International Series $1,000,000 Dura | Mark Knowles Max Mirnyi 6–3, 6–4 | Alex O'Brien Jared Palmer                                                                                       | Nicolas Kiefer Younes El Aynaoui                                            | Sjeng Schalken George Bastl Mikael Tillström Max Mirnyi              |
| 10 de enero             | Heineken Open Auckland, Nueva Zelanda International Series $350,000 Dura | Magnus Norman 3–6, 6–3, 7–5 | Michael Chang                                                                                                   | Joan Balcells Gastón Gaudio                                                 | Juan Carlos Ferrero Magnus Gustafsson Sjeng Schalken Marc Rosset     |
| 10 de enero             | Heineken Open Auckland, Nueva Zelanda International Series $350,000 Dura | Ellis Ferreira Rick Leach 7–5, 6–4 | Olivier Delaître Jeff Tarango                                                                                   | Joan Balcells Gastón Gaudio                                                 | Juan Carlos Ferrero Magnus Gustafsson Sjeng Schalken Marc Rosset     |
| 10 de enero             | Adidas International Sídney, Australia International Series $350,000 Dura | Lleyton Hewitt 6–4, 6–0 | Jason Stoltenberg                                                                                               | Àlex Corretja Ivan Ljubičić                                                 | Adrian Voinea Slava Doseděl Karol Kučera Nicolás Lapentti            |
| 10 de enero             | Adidas International Sídney, Australia International Series $350,000 Dura | Todd Woodbridge Mark Woodforde 7–5, 6–4 | Lleyton Hewitt Sandon Stolle                                                                                    | Àlex Corretja Ivan Ljubičić                                                 | Adrian Voinea Slava Doseděl Karol Kučera Nicolás Lapentti            |
| 17 de enero 24 de enero | Abierto de Australia Melbourne, Australia Grand Slam $6,000,000 Dura | Andre Agassi 3–6, 6–3, 6–2, 6–4 | Yevgeny Kafelnikov                                                                                              | Pete Sampras Magnus Norman                                                  | Hicham Arazi Chris Woodruff Nicolas Kiefer Younes El Aynaoui         |
| 17 de enero 24 de enero | Abierto de Australia Melbourne, Australia Grand Slam $6,000,000 Dura | Ellis Ferreira Rick Leach 6–4, 3–6, 6–3, 3–6, 18–16 | Wayne Black Andrew Kratzmann                                                                                    | Pete Sampras Magnus Norman                                                  | Hicham Arazi Chris Woodruff Nicolas Kiefer Younes El Aynaoui         |
| 17 de enero 24 de enero | Abierto de Australia Melbourne, Australia Grand Slam $6,000,000 Dura | Jared Palmer Rennae Stubbs 7–5, 7–6(7–3) | Todd Woodbridge Arantxa Sánchez Vicario                                                                         | Pete Sampras Magnus Norman                                                  | Hicham Arazi Chris Woodruff Nicolas Kiefer Younes El Aynaoui         |
| 31 de enero             | Copa Davis primera ronda Harare, Zimbabwe – Dura (i) Ostrava, República Checa – Tierra batida (i) Murcia, España – Tierra Batida Moscú, Rusia – Cemento (i) Bratislava, Eslovaquia – Cemento (i) Florianópolis, Brasil – tierra batida Leipzig, Alemania – Cemento (i) Ginebra, Suiza – Cemento (i) | Ganadores primera ronda · Estados Unidos 3–2 · República Checa 4–1 · España 4–1 · Rusia 4–1 · Eslovaquia 3–2 · Brasil 4–1 · Alemania 4–1 · Australia 3–2 | Primera ronda perdedores · Zimbabue · Reino Unido · Italia · Bélgica · Austria · Francia · Países Bajos · Suiza |                                                                             |                                                                      |

### Febrero
| Semana        | Torneo | Campeones                                                   | Finalistas                              | Semifinalistas                                   | Cuartos de final                                                     |
| ------------- | --- | ----------------------------------------------------------- | --------------------------------------- | ------------------------------------------------ | -------------------------------------------------------------------- |
| 7 de febrero  | Torneo de Dubái Dubai, Emiratos Árabes Unidos ATP International Series Hard – $1,000,000 – 32S/16D        | Nicolas Kiefer 7–5, 4–6, 6–3                                | Juan Carlos Ferrero                     | Albert Costa Karim Alami                         | Jérôme Golmard Younes El Aynaoui Félix Mantilla Jiří Novák           |
| 7 de febrero  | Torneo de Dubái Dubai, Emiratos Árabes Unidos ATP International Series Hard – $1,000,000 – 32S/16D        | Jiří Novák David Rikl 6–2, 7–5                              | Robbie Koenig Peter Tramacchi           | Albert Costa Karim Alami                         | Jérôme Golmard Younes El Aynaoui Félix Mantilla Jiří Novák           |
| 7 de febrero  | Open 13 Marsella, Francia International Series $500,000 Dura (i)                                          | Yevgeny Kafelnikov 7–6(7–5), 6–2                            | Marc Rosset 2–6, 6–3, 7–6(7–5)          | Roger Federer Fabrice Santoro Sébastien Grosjean | Ivan Ljubičić Thierry Guardiola Andreas Vinciguerra Goran Ivanišević |
| 7 de febrero  | Open 13 Marsella, Francia International Series $500,000 Dura (i)                                          | Simon Aspelin Johan Landsberg 7–6(7–2), 6–4                 | Juan Ignacio Carrasco Jairo Velasco Jr. | Roger Federer Fabrice Santoro Sébastien Grosjean | Ivan Ljubičić Thierry Guardiola Andreas Vinciguerra Goran Ivanišević |
| 7 de febrero  | Sybase Open San Jose, Estados Unidos ATP International Series $375,000 Dura (i)                           | Mark Philippoussis 7–5, 4–6, 6–3                            | Mikael Tillström                        | Wayne Ferreira Jim Courier                       | Magnus Larsson Michael Chang Paul Goldstein Justin Gimelstob         |
| 7 de febrero  | Sybase Open San Jose, Estados Unidos ATP International Series $375,000 Dura (i)                           | Jan-Michael Gambill Scott Humphries 6–1, 6–4                | Lucas Arnold Ker Eric Taino             | Wayne Ferreira Jim Courier                       | Magnus Larsson Michael Chang Paul Goldstein Justin Gimelstob         |
| 14 de febrero | Kroger St. Jude International Memphis, Estados Unidos ATP International Series Gold $800,000 Dura (i)     | Magnus Larsson 6–2, 1–6, 6–3                                | Byron Black                             | André Sá Tommy Haas                              | Rainer Schüttler Sargis Sargsian Michael Chang Wayne Ferreira        |
| 14 de febrero | Kroger St. Jude International Memphis, Estados Unidos ATP International Series Gold $800,000 Dura (i)     | Justin Gimelstob Sébastien Lareau 6–2, 6–4                  | Jim Grabb Richey Reneberg               | André Sá Tommy Haas                              | Rainer Schüttler Sargis Sargsian Michael Chang Wayne Ferreira        |
| 14 de febrero | ABN AMRO World Tennis Tournament Róterdam, Países Bajos International Series Gold $850,000 Dura (i)       | Cédric Pioline 6–7(3–7), 6–4, 7–6(7–4)                      | Tim Henman                              | Yevgeny Kafelnikov Jérôme Golmard                | Greg Rusedski Dominik Hrbatý Magnus Norman Nicolas Kiefer            |
| 14 de febrero | ABN AMRO World Tennis Tournament Róterdam, Países Bajos International Series Gold $850,000 Dura (i)       | David Adams John-Laffnie de Jager 5–7, 6–2, 6–3             | Tim Henman Yevgeny Kafelnikov           | Yevgeny Kafelnikov Jérôme Golmard                | Greg Rusedski Dominik Hrbatý Magnus Norman Nicolas Kiefer            |
| 21 de febrero | AXA Cup Londres, Reino Unido ATP International Series Gold – $800,000 Dura (i)                            | Marc Rosset 6–4, 6–4                                        | Yevgeny Kafelnikov                      | Greg Rusedski Thomas Enqvist                     | Fabrice Santoro Mariano Zabaleta Cédric Pioline Roger Federer        |
| 21 de febrero | AXA Cup Londres, Reino Unido ATP International Series Gold – $800,000 Dura (i)                            | David Adams John-Laffnie de Jager 6–3, 6–7(7–9), 7–6(13–11) | Jan-Michael Gambill Scott Humphries     | Greg Rusedski Thomas Enqvist                     | Fabrice Santoro Mariano Zabaleta Cédric Pioline Roger Federer        |
| 21 de febrero | Abierto Mexicano de Tenis Pegaso México D.F., Mexico ATP International Series Gold $800,000 Tierra batida | Juan Ignacio Chela 6–4, 7–6(7–4)                            | Mariano Puerta                          | Stefan Koubek Franco Squillari                   | Markus Hantschk Gastón Gaudio Guillermo Cañas Nicolás Lapentti       |
| 21 de febrero | Abierto Mexicano de Tenis Pegaso México D.F., Mexico ATP International Series Gold $800,000 Tierra batida | Byron Black Donald Johnson 6–3, 7–5                         | Gastón Etlis Martín Rodríguez           | Stefan Koubek Franco Squillari                   | Markus Hantschk Gastón Gaudio Guillermo Cañas Nicolás Lapentti       |
| 28 de febrero | Abierto de Copenhague Copenhague, Denmark ATP International Series $350,000 Dura (i)                      | Andreas Vinciguerra 6–3, 7–6(7–5)                           | Magnus Larsson                          | Marat Safin Roger Federer                        | Jonas Björkman Martin Damm Ivan Ljubičić Gianluca Pozzi              |
| 28 de febrero | Abierto de Copenhague Copenhague, Denmark ATP International Series $350,000 Dura (i)                      | Martin Damm David Prinosil 6–1, 5–7, 7–5                    | Jonas Björkman Sébastien Lareau         | Marat Safin Roger Federer                        | Jonas Björkman Martin Damm Ivan Ljubičić Gianluca Pozzi              |
| 28 de febrero | Torneo Citrix Tennis Delray Beach, Estados Unidos ATP International Series $350,000 Dura (i)              | Stefan Koubek 6–1, 4–6, 6–4                                 | Álex Calatrava                          | Paul Goldstein Richard Fromberg                  | Patrick Rafter Chris Woodruff André Sá Justin Gimelstob              |
| 28 de febrero | Torneo Citrix Tennis Delray Beach, Estados Unidos ATP International Series $350,000 Dura (i)              | Brian MacPhie Nenad Zimonjić 7–5, 6–4                       | Joshua Eagle Andrew Florent             | Paul Goldstein Richard Fromberg                  | Patrick Rafter Chris Woodruff André Sá Justin Gimelstob              |
| 28 de febrero | Chevrolet Cup Santiago, Chile ATP International Series $375,000 Tierra batida                             | Gustavo Kuerten 7–6(7–3), 6–3                               | Mariano Puerta                          | Albert Portas Gastón Gaudio                      | Agustín Calleri Mariano Hood Fernando Vicente Bohdan Ulihrach        |
| 28 de febrero | Chevrolet Cup Santiago, Chile ATP International Series $375,000 Tierra batida                             | Gustavo Kuerten Antonio Prieto 6–2, 6–4                     | Lan Bale Piet Norval                    | Albert Portas Gastón Gaudio                      | Agustín Calleri Mariano Hood Fernando Vicente Bohdan Ulihrach        |

### Marzo
| Semana                  | Torneo                                                                                          | Campeones                                        | Finalistas                         | Semifinalistas                      | Cuartos de final                                                |
| ----------------------- | ----------------------------------------------------------------------------------------------- | ------------------------------------------------ | ---------------------------------- | ----------------------------------- | --------------------------------------------------------------- |
| 6 de marzo              | Torneo de Bogotá Bogotá, Colombia ATP International Series $375,000 Tierra batida               | Mariano Puerta 6–4, 7–6(7–5)                     | Younes El Aynaoui                  | Gustavo Kuerten Fernando Vicente    | Markus Hantschk Félix Mantilla Arnaud Di Pasquale Albert Portas |
| 6 de marzo              | Torneo de Bogotá Bogotá, Colombia ATP International Series $375,000 Tierra batida               | Pablo Albano Lucas Arnold Ker 7–6(7–4), 1–6, 6–2 | Joan Balcells Mauricio Hadad       | Gustavo Kuerten Fernando Vicente    | Markus Hantschk Félix Mantilla Arnaud Di Pasquale Albert Portas |
| 6 de marzo              | Franklin Templeton Tennis Classic Scottsdale, Estados Unidos International Series $375,000 Dura | Lleyton Hewitt 6–4, 7–6(7–2)                     | Tim Henman                         | Juan Carlos Ferrero Albert Costa    | Francisco Clavet Marcelo Ríos Nicolás Lapentti Àlex Corretja    |
| 6 de marzo              | Franklin Templeton Tennis Classic Scottsdale, Estados Unidos International Series $375,000 Dura | Jared Palmer Richey Reneberg 6–3, 7–5            | Patrick Galbraith David Macpherson | Juan Carlos Ferrero Albert Costa    | Francisco Clavet Marcelo Ríos Nicolás Lapentti Àlex Corretja    |
| 13 de marzo             | Pacific Life Open Indian Wells, Estados Unidos Masters Series $2,950,000 Dura                   | Àlex Corretja 6–4, 6–4, 6–3                      | Thomas Enqvist                     | Nicolás Lapentti Mark Philippoussis | Hicham Arazi Magnus Norman Sjeng Schalken Pete Sampras          |
| 13 de marzo             | Pacific Life Open Indian Wells, Estados Unidos Masters Series $2,950,000 Dura                   | Jared Palmer Alex O'Brien 6–4, 7–6(7–5)          | Paul Haarhuis Sandon Stolle        | Nicolás Lapentti Mark Philippoussis | Hicham Arazi Magnus Norman Sjeng Schalken Pete Sampras          |
| 20 de marzo 27 de marzo | Ericsson Open Miami, Estados Unidos Masters Series $3,200,000 Dura                              | Pete Sampras 6–1, 6–7(2–7), 7–6(7–5), 7–6(10–8)  | Gustavo Kuerten                    | Andre Agassi Lleyton Hewitt         | Tim Henman Wayne Ferreira Jan-Michael Gambill Nicolás Lapentti  |
| 20 de marzo 27 de marzo | Ericsson Open Miami, Estados Unidos Masters Series $3,200,000 Dura                              | Todd Woodbridge Mark Woodforde 6–3, 6–4          | Martin Damm Dominik Hrbatý         | Andre Agassi Lleyton Hewitt         | Tim Henman Wayne Ferreira Jan-Michael Gambill Nicolás Lapentti  |

### Abril
| Semana      | Torneo | Campeones                                                                        | Finalistas                                                           | Semifinalistas                    | Cuartos de final                                                  |
| ----------- | --- | -------------------------------------------------------------------------------- | -------------------------------------------------------------------- | --------------------------------- | ----------------------------------------------------------------- |
| 3 de abril  | Copa Davis cuartos de final Los Angeles, Estados Unidos – Dura (i) Málaga, España – tierra batida Rio de Janeiro, Brasil – tierra batida Adelaide, Australia – hierba | Ganadores cuartos · Estados Unidos 3–2 · España 4–1 · Brasil 3–2 · Australia 3–2 | Perdedores cuartos · República Checa · Rusia · Eslovaquia · Alemania |                                   |                                                                   |
| 10 de abril | Grand Prix Hassan II Casablanca, Marruecos International Series $350,000 Tierra Batida                                                                                | Fernando Vicente 6–4, 4–6, 7–6(7–3)                                              | Sébastien Grosjean                                                   | Mariano Puerta Arnaud Di Pasquale | Younes El Aynaoui Sergi Bruguera Hicham Arazi Andreas Vinciguerra |
| 10 de abril | Grand Prix Hassan II Casablanca, Marruecos International Series $350,000 Tierra Batida                                                                                | Arnaud Clément Sébastien Grosjean 7–6(7–4), 6–2                                  | Lars Burgsmüller Andrew Painter                                      | Mariano Puerta Arnaud Di Pasquale | Younes El Aynaoui Sergi Bruguera Hicham Arazi Andreas Vinciguerra |
| 10 de abril | Estoril Open Estoril, Portugal International Series $625,000 Tierra Batida                                                                                            | Carlos Moyá 6–3, 6–2                                                             | Francisco Clavet                                                     | Nicolás Lapentti Andrei Medvedev  | Nicolas Escudé Juan Carlos Ferrero Tim Henman Bohdan Ulihrach     |
| 10 de abril | Estoril Open Estoril, Portugal International Series $625,000 Tierra Batida                                                                                            | Donald Johnson Piet Norval 6–4, 7–5                                              | David Adams Joshua Eagle                                             | Nicolás Lapentti Andrei Medvedev  | Nicolas Escudé Juan Carlos Ferrero Tim Henman Bohdan Ulihrach     |
| 10 de abril | 2000 Galleryfurniture.com Tennis Challenge Atlanta, Estados Unidos ATP International Series $375,000 Tierra batida                                                    | Andrew Ilie 6–3, 7–5                                                             | Jason Stoltenberg                                                    | Jeff Tarango Michael Chang        | Jiří Vaněk Nicolás Massú Chris Woodruff Stefan Koubek             |
| 10 de abril | 2000 Galleryfurniture.com Tennis Challenge Atlanta, Estados Unidos ATP International Series $375,000 Tierra batida                                                    | Ellis Ferreira Rick Leach 6–3, 6–4                                               | Justin Gimelstob Mark Knowles                                        | Jeff Tarango Michael Chang        | Jiří Vaněk Nicolás Massú Chris Woodruff Stefan Koubek             |
| 17 de abril | Monte Carlo Open Monte Carlo, Mónaco Masters Series $2,950,000 Tierra Batida                                                                                          | Cédric Pioline 6–4, 7–6(7–3), 7–6(8–6)                                           | Dominik Hrbatý                                                       | Gastón Gaudio Karim Alami         | Àlex Corretja Juan Carlos Ferrero Albert Costa Karol Kučera       |
| 17 de abril | Monte Carlo Open Monte Carlo, Mónaco Masters Series $2,950,000 Tierra Batida                                                                                          | Wayne Ferreira Yevgeny Kafelnikov 6–3, 2–6, 6–1                                  | Paul Haarhuis Sandon Stolle                                          | Gastón Gaudio Karim Alami         | Àlex Corretja Juan Carlos Ferrero Albert Costa Karol Kučera       |
| 24 de abril | Open SEAT Godó Barcelona, España International Series Gold $1,000,000 Tierra Batida                                                                                   | Marat Safin 6–3, 6–3, 6–4                                                        | Juan Carlos Ferrero                                                  | Carlos Moyá Magnus Norman         | Tommy Haas Marcelo Ríos Nicolás Lapentti Younes El Aynaoui        |
| 24 de abril | Open SEAT Godó Barcelona, España International Series Gold $1,000,000 Tierra Batida                                                                                   | Nicklas Kulti Mikael Tillström 6–2, 6–7(2–7), 7–6(7–5)                           | Paul Haarhuis Sandon Stolle                                          | Carlos Moyá Magnus Norman         | Tommy Haas Marcelo Ríos Nicolás Lapentti Younes El Aynaoui        |

### Mayo
| Semana                | Torneo                                                                                                  | Campeones                                                  | Finalistas                        | Semifinalistas                                                          | Cuartos de final                                                 |
| --------------------- | --- | ---------------------------------------------------------- | --------------------------------- | ----------------------------------------------------------------------- | ---------------------------------------------------------------- |
| 1 de mayo             | Mallorca Open Mallorca, España International Series $500,000 Tierra Batida                              | Marat Safin 6–4, 6–3                                       | Mikael Tillström                  | Galo Blanco Mariano Puerta                                              | Juan Ignacio Chela Carlos Moyá Beto Martín Albert Portas         |
| 1 de mayo             | Mallorca Open Mallorca, España International Series $500,000 Tierra Batida                              | Michaël Llodra Diego Nargiso 7–6(7–2), 7–6(7–3)            | Beto Martín Fernando Vicente      | Galo Blanco Mariano Puerta                                              | Juan Ignacio Chela Carlos Moyá Beto Martín Albert Portas         |
| 1 de mayo             | U.S. Men's Clay Court Championships Orlando, Estados Unidos International Series $350,000 Tierra Batida | Fernando González 6–2, 6–3                                 | Nicolás Massú                     | Martín Rodríguez Ramón Delgado                                          | Paradorn Srichaphan Jiří Vaněk Gianluca Pozzi Markus Hantschk    |
| 1 de mayo             | U.S. Men's Clay Court Championships Orlando, Estados Unidos International Series $350,000 Tierra Batida | Leander Paes Jan Siemerink 6–3, 6–4                        | Justin Gimelstob Sébastien Lareau | Martín Rodríguez Ramón Delgado                                          | Paradorn Srichaphan Jiří Vaněk Gianluca Pozzi Markus Hantschk    |
| 1 de mayo             | BMW Open Múnich, Alemania International Series $400,000 Tierra Batida                                   | Franco Squillari 6–4, 6–4                                  | Tommy Haas                        | Thomas Enqvist Max Mirnyi                                               | Jiří Novák Federico Browne Fernando Meligeni Younes El Aynaoui   |
| 1 de mayo             | BMW Open Múnich, Alemania International Series $400,000 Tierra Batida                                   | David Adams John-Laffnie de Jager 6–4, 6–4                 | Max Mirnyi Nenad Zimonjić         | Thomas Enqvist Max Mirnyi                                               | Jiří Novák Federico Browne Fernando Meligeni Younes El Aynaoui   |
| 8 de mayo             | Masters de Roma Roma, Italia Masters Series $2,950,000 Tierra Batida                                    | Magnus Norman 6–3, 4–6, 6–4, 6–4                           | Gustavo Kuerten                   | Àlex Corretja Lleyton Hewitt                                            | Dominik Hrbatý Albert Costa Félix Mantilla Mariano Puerta        |
| 8 de mayo             | Masters de Roma Roma, Italia Masters Series $2,950,000 Tierra Batida                                    | Martin Damm Dominik Hrbatý 6–4, 4–6, 6–3                   | Wayne Ferreira Yevgeny Kafelnikov | Àlex Corretja Lleyton Hewitt                                            | Dominik Hrbatý Albert Costa Félix Mantilla Mariano Puerta        |
| 15 de mayo            | Hamburg Masters Hamburgo, Alemania Masters Series $2,950,000 Tierra Batida                              | Gustavo Kuerten 6–4, 5–7, 6–4, 5–7, 7–6(7–3)               | Marat Safin                       | Andrei Pavel Marcelo Ríos                                               | Mariano Zabaleta Magnus Norman Cédric Pioline Francisco Clavet   |
| 15 de mayo            | Hamburg Masters Hamburgo, Alemania Masters Series $2,950,000 Tierra Batida                              | Todd Woodbridge Mark Woodforde 6–7(4–7), 6–4, 6–3          | Wayne Arthurs Sandon Stolle       | Andrei Pavel Marcelo Ríos                                               | Mariano Zabaleta Magnus Norman Cédric Pioline Francisco Clavet   |
| 22 de mayo            | Compa Mundial Peugeot ATP Düsseldorf, Alemania Copa Mundial por Equipos $1,900,000 Tierra Batida        | Eslovaquia · 3–0                                           | Rusia                             | Ganadores Ronda Robin (Grupo Rojo) · Suecia · Estados Unidos · Alemania | Perdedores Ronda Robin (Grupo azul) · Australia · España · Chile |
| 22 de mayo            | Internationaler Raiffeisen Grand Prix St. Poelten, Austria International Series $425,000 Clay           | Andrei Pavel 7–5, 3–6, 6–2                                 | Andrew Ilie                       | Albert Portas Juan Antonio Marín                                        | Galo Blanco Andrei Medvedev Markus Hipfl Jeff Tarango            |
| 22 de mayo            | Internationaler Raiffeisen Grand Prix St. Poelten, Austria International Series $425,000 Clay           | Mahesh Bhupathi Andrew Kratzmann 7–6(12–10), 6–7(2–7), 6–4 | Andrea Gaudenzi Diego Nargiso     | Albert Portas Juan Antonio Marín                                        | Galo Blanco Andrei Medvedev Markus Hipfl Jeff Tarango            |
| 29 de mayo 5 de junio | Roland Garros París, Francia Grand Slam $4,526,942 Tierra Batida                                        | Gustavo Kuerten 6–2, 6–3, 2–6, 7–6(8–6)                    | Magnus Norman                     | Franco Squillari Juan Carlos Ferrero                                    | Albert Costa Marat Safin Yevgeny Kafelnikov Àlex Corretja        |
| 29 de mayo 5 de junio | Roland Garros París, Francia Grand Slam $4,526,942 Tierra Batida                                        | Todd Woodbridge Mark Woodforde 7–6(9–7), 6–4               | Paul Haarhuis Sandon Stolle       | Franco Squillari Juan Carlos Ferrero                                    | Albert Costa Marat Safin Yevgeny Kafelnikov Àlex Corretja        |
| 29 de mayo 5 de junio | Roland Garros París, Francia Grand Slam $4,526,942 Tierra Batida                                        | David Adams Mariaan de Swardt 6–3, 3–6, 6–3                | Todd Woodbridge Rennae Stubbs     | Franco Squillari Juan Carlos Ferrero                                    | Albert Costa Marat Safin Yevgeny Kafelnikov Àlex Corretja        |

### Junio
| Semana                 | Torneo                                                                                 | Campeones                                              | Finalistas                     | Semifinalistas                     | Cuartos de final                                                  |
| ---------------------- | -------------------------------------------------------------------------------------- | ------------------------------------------------------ | ------------------------------ | ---------------------------------- | ----------------------------------------------------------------- |
| 11 de junio            | Gerry Weber Open Halle, Alemania International Series $1,000,000 Hierba                | David Prinosil 6–3, 6–2                                | Richard Krajicek               | Yevgeny Kafelnikov Michael Chang   | Nicolas Escudé Nicolás Lapentti Roger Federer Nicolas Kiefer      |
| 11 de junio            | Gerry Weber Open Halle, Alemania International Series $1,000,000 Hierba                | Nicklas Kulti Mikael Tillström 7–6(7–4), 7–6(7–4)      | Mahesh Bhupathi David Prinosil | Yevgeny Kafelnikov Michael Chang   | Nicolas Escudé Nicolás Lapentti Roger Federer Nicolas Kiefer      |
| 11 de junio            | Stella Artois Championships Londres, Gran Bretaña International Series $800,000 Hierba | Lleyton Hewitt 6–4, 6–4                                | Pete Sampras                   | Gianluca Pozzi Davide Sanguinetti  | Marat Safin Cédric Pioline Andrei Pavel Bob Bryan                 |
| 11 de junio            | Stella Artois Championships Londres, Gran Bretaña International Series $800,000 Hierba | Todd Woodbridge Mark Woodforde 6–7(5–7), 6–3, 7–6(7–1) | Jonathan Stark Eric Taino      | Gianluca Pozzi Davide Sanguinetti  | Marat Safin Cédric Pioline Andrei Pavel Bob Bryan                 |
| 19 de junio            | Heineken Trophy 's-Hertogenbosch, Países Bajos International Series $400,000 Césped    | Patrick Rafter 6–1, 6–3                                | Nicolas Escudé                 | Martin Damm Michael Chang          | Magnus Gustafsson Karim Alami Karsten Braasch Francisco Clavet    |
| 19 de junio            | Heineken Trophy 's-Hertogenbosch, Países Bajos International Series $400,000 Césped    | Martin Damm Cyril Suk 6–4, 6–7(5–7), 7–6(7–5)          | Paul Haarhuis Sandon Stolle    | Martin Damm Michael Chang          | Magnus Gustafsson Karim Alami Karsten Braasch Francisco Clavet    |
| 19 de junio            | Samsung Open Nottingham, Gran Bretaña International Series $375,000 Césped             | Sébastien Grosjean 7–6(9–7), 6–3                       | Byron Black                    | Jan-Michael Gambill Jonas Björkman | Arvind Parmar Gianluca Pozzi Wayne Ferreira Richard Fromberg      |
| 19 de junio            | Samsung Open Nottingham, Gran Bretaña International Series $375,000 Césped             | Donald Johnson Piet Norval 1–6, 6–4, 6–3               | Ellis Ferreira Rick Leach      | Jan-Michael Gambill Jonas Björkman | Arvind Parmar Gianluca Pozzi Wayne Ferreira Richard Fromberg      |
| 26 de junio 3 de julio | Wimbledon Championships Londres, Gran Bretaña Grand Slam $6,000,000 Hierba             | Pete Sampras 6–7(10–12), 7–6(7–5), 6–4, 6–2            | Patrick Rafter                 | Vladimir Voltchkov Andre Agassi    | Jan-Michael Gambill Byron Black Alexander Popp Mark Philippoussis |
| 26 de junio 3 de julio | Wimbledon Championships Londres, Gran Bretaña Grand Slam $6,000,000 Hierba             | Todd Woodbridge Mark Woodforde 6–3, 6–4, 6–1           | Paul Haarhuis Sandon Stolle    | Vladimir Voltchkov Andre Agassi    | Jan-Michael Gambill Byron Black Alexander Popp Mark Philippoussis |
| 26 de junio 3 de julio | Wimbledon Championships Londres, Gran Bretaña Grand Slam $6,000,000 Hierba             | Donald Johnson Kimberly Po 6–4, 7–6(7–3)               | Lleyton Hewitt Kim Clijsters   | Vladimir Voltchkov Andre Agassi    | Jan-Michael Gambill Byron Black Alexander Popp Mark Philippoussis |

### Julio
| Semana      | Torneo | Campeones                                      | Finalistas                          | Semifinalistas                   | Cuartos de final                                                 |
| ----------- | --- | ---------------------------------------------- | ----------------------------------- | -------------------------------- | ---------------------------------------------------------------- |
| 9 de julio  | Wideyes Swedish Open Bastad, Suecia International Series $375,000 Tierra Batida                                         | Magnus Norman 6–1, 7–6(8–6)                    | Andreas Vinciguerra                 | Ivan Ljubičić Markus Hipfl       | Nicolás Massú Albert Portas Jeff Tarango Magnus Gustafsson       |
| 9 de julio  | Wideyes Swedish Open Bastad, Suecia International Series $375,000 Tierra Batida                                         | Nicklas Kulti Mikael Tillström 4–6, 6–2, 6–3   | Andrea Gaudenzi Diego Nargiso       | Ivan Ljubičić Markus Hipfl       | Nicolás Massú Albert Portas Jeff Tarango Magnus Gustafsson       |
| 9 de julio  | UBS Open Gstaad, Suiza International Series $600,000 Tierra Batida                                                      | Àlex Corretja 6–1, 6–3                         | Mariano Puerta                      | Gastón Gaudio Albert Costa       | Marcelo Ríos Franco Squillari Jiří Novák Sébastien Grosjean      |
| 9 de julio  | UBS Open Gstaad, Suiza International Series $600,000 Tierra Batida                                                      | Jiří Novák David Rikl 3–6, 6–3, 6–4            | Jérôme Golmard Michael Kohlmann     | Gastón Gaudio Albert Costa       | Marcelo Ríos Franco Squillari Jiří Novák Sébastien Grosjean      |
| 9 de julio  | Hall of Fame Tennis Championships Newport, Estados Unidos International Series $400,000 Césped                          | Peter Wessels 7–6(7–3), 6–3                    | Jens Knippschild                    | Wayne Arthurs Jason Stoltenberg  | Mardy Fish Jonas Björkman Paul Goldstein Scott Draper            |
| 9 de julio  | Hall of Fame Tennis Championships Newport, Estados Unidos International Series $400,000 Césped                          | Jonathan Erlich Harel Levy 7–6(7–2), 7–5       | Kyle Spencer Mitch Sprengelmeyer    | Wayne Arthurs Jason Stoltenberg  | Mardy Fish Jonas Björkman Paul Goldstein Scott Draper            |
| 9 de julio  | Copa Davis semifinal Brisbane, Australia – hierba                                                                       | Ganador semifinales Australia 5–0              | Perdedor semifinal · Brasil         |                                  |                                                                  |
| 17 de julio | Energis Dutch Open Ámsterdam, Países Bajos International Series $400,000 Tierra Batida                                  | Magnus Gustafsson 6–7(4–7), 6–3, 7–6(7–5), 6–1 | Raemon Sluiter                      | Edwin Kempes Nikolay Davydenko   | Christian Ruud Nicolás Massú Álex Calatrava Tomas Behrend        |
| 17 de julio | Energis Dutch Open Ámsterdam, Países Bajos International Series $400,000 Tierra Batida                                  | Sergio Roitman Andrés Schneiter 4–6, 6–4, 6–1  | Edwin Kempes Dennis van Scheppingen | Edwin Kempes Nikolay Davydenko   | Christian Ruud Nicolás Massú Álex Calatrava Tomas Behrend        |
| 17 de julio | Mercedes Cup Stuttgart, Alemania International Series $1,000,000 Tierra Batida                                          | Franco Squillari 6–2, 3–6, 4–6, 6–4, 6–2       | Gastón Gaudio                       | Daniel Elsner Andrew Ilie        | Jiří Novák Karol Kučera Rainer Schüttler Andrei Medvedev         |
| 17 de julio | Mercedes Cup Stuttgart, Alemania International Series $1,000,000 Tierra Batida                                          | Jiří Novák David Rikl 5–7, 6–2, 6–3            | Lucas Arnold Ker Donald Johnson     | Daniel Elsner Andrew Ilie        | Jiří Novák Karol Kučera Rainer Schüttler Andrei Medvedev         |
| 17 de julio | Abierto de Croatia Umag, Croacia International Series $400,000 Tierra Batida                                            | Marcelo Ríos 7–6(7–1), 4–6, 6–3                | Mariano Puerta                      | Bohdan Ulihrach Carlos Moyá      | Martin Damm Beto Martín Roberto Carretero David Sánchez          |
| 17 de julio | Abierto de Croatia Umag, Croacia International Series $400,000 Tierra Batida                                            | Álex López Morón Albert Portas 6–1, 7–6(7–2)   | Ivan Ljubičić Lovro Zovko           | Bohdan Ulihrach Carlos Moyá      | Martin Damm Beto Martín Roberto Carretero David Sánchez          |
| 17 de julio | Copa Davis semifinal Santander, España – Tierra batida                                                                  | Ganador semifinales · España 5–0               | Perdedor semifinal Estados Unidos   |                                  |                                                                  |
| 24 de julio | Generali Open Kitzbühel, Austria International Series Gold $750,000 Tierra Batida                                       | Àlex Corretja 6–3, 6–1, 3–0 retired            | Emilio Benfele Álvarez              | Francisco Clavet Agustín Calleri | Yevgeny Kafelnikov Nicolás Lapentti Beto Martín Mariano Zabaleta |
| 24 de julio | Generali Open Kitzbühel, Austria International Series Gold $750,000 Tierra Batida                                       | Pablo Albano Cyril Suk 6–3, 3–6, 6–3           | Joshua Eagle Andrew Florent         | Francisco Clavet Agustín Calleri | Yevgeny Kafelnikov Nicolás Lapentti Beto Martín Mariano Zabaleta |
| 24 de julio | Mercedes-Benz Cup Los Ángeles, Estados Unidos International Series $375,000 Dura                                        | Michael Chang 6–7(2–7), 6–3 retired            | Jan-Michael Gambill                 | Arnaud Clément Justin Gimelstob  | Lionel Roux Jason Stoltenberg Wayne Ferreira Paul Goldstein      |
| 24 de julio | Mercedes-Benz Cup Los Ángeles, Estados Unidos International Series $375,000 Dura                                        | Paul Kilderry Sandon Stolle Retirada           | Jan-Michael Gambill Scott Humphries | Arnaud Clément Justin Gimelstob  | Lionel Roux Jason Stoltenberg Wayne Ferreira Paul Goldstein      |
| 24 de julio | Internazionali di Tennis di San Marino Ciudad de San Marino, San Marino ATP International Series $325,000 Tierra Batida | Álex Calatrava 7–6(9–7), 1–6, 6–4              | Sergi Bruguera                      | Diego Nargiso Andrei Medvedev    | Julián Alonso Karim Alami Jan Siemerink Jiří Vaněk               |
| 24 de julio | Internazionali di Tennis di San Marino Ciudad de San Marino, San Marino ATP International Series $325,000 Tierra Batida | Tomáš Cibulec Leoš Friedl 7–6(7–1), 7–5        | Gastón Etlis Jack Waite             | Diego Nargiso Andrei Medvedev    | Julián Alonso Karim Alami Jan Siemerink Jiří Vaněk               |
| 30 de julio | du Maurier Open Toronto, Canadá Masters Series $2,450,000 Dura                                                          | Marat Safin 6–2, 6–3                           | Harel Levy                          | Jiří Novák Wayne Ferreira        | Jérôme Golmard Patrick Rafter Yevgeny Kafelnikov Pete Sampras    |
| 30 de julio | du Maurier Open Toronto, Canadá Masters Series $2,450,000 Dura                                                          | Sébastien Lareau Daniel Nestor 6–3, 7–6(7–3)   | Joshua Eagle Andrew Florent         | Jiří Novák Wayne Ferreira        | Jérôme Golmard Patrick Rafter Yevgeny Kafelnikov Pete Sampras    |

### Agosto
| Semana                       | Torneo                                                                                            | Campeones                                     | Finalistas                          | Semifinalistas                  | Cuartos de final                                                    |
| ---------------------------- | ------------------------------------------------------------------------------------------------- | --------------------------------------------- | ----------------------------------- | ------------------------------- | ------------------------------------------------------------------- |
| 7 de agosto                  | Cincinnati Masters Mason, Estados Unidos Masters Series $2,950,000 Dura                           | Thomas Enqvist 7–6(7–5), 6–4                  | Tim Henman                          | Arnaud Clément Gustavo Kuerten  | Fernando Vicente Franco Squillari Todd Martin Fabrice Santoro       |
| 7 de agosto                  | Cincinnati Masters Mason, Estados Unidos Masters Series $2,950,000 Dura                           | Todd Woodbridge Mark Woodforde 7–6(8–6), 6–4  | Ellis Ferreira Rick Leach           | Arnaud Clément Gustavo Kuerten  | Fernando Vicente Franco Squillari Todd Martin Fabrice Santoro       |
| 13 de agosto                 | RCA Championships Indianápolis, Estados Unidos International Series Gold $800,000 Dura            | Gustavo Kuerten 3–6, 7–6(7–2), 7–6(7–2)       | Marat Safin                         | Lleyton Hewitt Tim Henman       | Wayne Ferreira Thomas Enqvist Sébastien Grosjean Yevgeny Kafelnikov |
| 13 de agosto                 | RCA Championships Indianápolis, Estados Unidos International Series Gold $800,000 Dura            | Lleyton Hewitt Sandon Stolle 6–2, 3–6, 6–3    | Jonas Björkman Max Mirnyi           | Lleyton Hewitt Tim Henman       | Wayne Ferreira Thomas Enqvist Sébastien Grosjean Yevgeny Kafelnikov |
| 13 de agosto                 | Legg Mason Tennis Classic Washington D.C., Estados Unidos International Series Gold $800,000 Dura | Àlex Corretja 6–2, 6–3                        | Andre Agassi                        | David Prinosil Nicolas Kiefer   | Andy Roddick Byron Black Jan-Michael Gambill Wayne Arthurs          |
| 13 de agosto                 | Legg Mason Tennis Classic Washington D.C., Estados Unidos International Series Gold $800,000 Dura | Alex O'Brien Jared Palmer 7–5, 6–1            | Andre Agassi Sargis Sargsian        | David Prinosil Nicolas Kiefer   | Andy Roddick Byron Black Jan-Michael Gambill Wayne Arthurs          |
| 21 de agosto                 | Waldbaum's Hamlet Cup Long Island, Estados Unidos International Series $415,000 Dura              | Magnus Norman 6–3, 5–7, 7–5                   | Thomas Enqvist                      | Richard Krajicek Arnaud Clément | Younes El Aynaoui Carlos Moyá Fabrice Santoro Michael Chang         |
| 21 de agosto                 | Waldbaum's Hamlet Cup Long Island, Estados Unidos International Series $415,000 Dura              | Jonathan Stark Kevin Ullyett 6–4, 6–4         | Jan-Michael Gambill Scott Humphries | Richard Krajicek Arnaud Clément | Younes El Aynaoui Carlos Moyá Fabrice Santoro Michael Chang         |
| 28 de agosto 4 de septiembre | U.S. Open Flushing, New York, Estados Unidos Grand Slam $6,382,000 Dura                           | Marat Safin 6–4, 6–3, 6–3                     | Pete Sampras                        | Lleyton Hewitt Todd Martin      | Arnaud Clément Richard Krajicek Nicolas Kiefer Thomas Johansson     |
| 28 de agosto 4 de septiembre | U.S. Open Flushing, New York, Estados Unidos Grand Slam $6,382,000 Dura                           | Lleyton Hewitt Max Mirnyi 6–4, 5–7, 7–6(7–5)  | Ellis Ferreira Rick Leach           | Lleyton Hewitt Todd Martin      | Arnaud Clément Richard Krajicek Nicolas Kiefer Thomas Johansson     |
| 28 de agosto 4 de septiembre | U.S. Open Flushing, New York, Estados Unidos Grand Slam $6,382,000 Dura                           | Jared Palmer Arantxa Sánchez Vicario 6–4, 6–3 | Max Mirnyi Anna Kournikova          | Lleyton Hewitt Todd Martin      | Arnaud Clément Richard Krajicek Nicolas Kiefer Thomas Johansson     |

### Septiembre
| Semana           | Torneo                                                                                          | Campeones                                              | Finalistas                       | Semifinalistas                                                        | Cuartos de final                                               |                  |
| ---------------- | ----------------------------------------------------------------------------------------------- | ------------------------------------------------------ | -------------------------------- | --------------------------------------------------------------------- | -------------------------------------------------------------- | ---------------- |
| 11 de septiembre | Gelsor Open Romania Bucarest, Rumania International Series $375,000 Tierra batida               | Joan Balcells 6–4, 3–6, 7–6(7–1)                       | Markus Hantschk                  | Marc-Kevin Goellner Álex Calatrava                                    | Albert Portas Galo Blanco Beto Martín Fernando Meligeni        |                  |
| 11 de septiembre | Gelsor Open Romania Bucarest, Rumania International Series $375,000 Tierra batida               | Beto Martín Eyal Ran 7–6(7–4), 6–1                     | Devin Bowen Mariano Hood         | Marc-Kevin Goellner Álex Calatrava                                    | Albert Portas Galo Blanco Beto Martín Fernando Meligeni        |                  |
| 11 de septiembre | Copa del Presidente Taskent, Uzbekistán International Series $550,000 Dura                      | Marat Safin 6–3, 6–4                                   | Davide Sanguinetti               | Julien Boutter George Bastl                                           | Justin Gimelstob Jérôme Golmard Andrei Stoliarov Jamie Delgado |                  |
| 11 de septiembre | Copa del Presidente Taskent, Uzbekistán International Series $550,000 Dura                      | Justin Gimelstob Scott Humphries 6–3, 6–2              | Marius Barnard Robbie Koenig     | Julien Boutter George Bastl                                           | Justin Gimelstob Jérôme Golmard Andrei Stoliarov Jamie Delgado |                  |
| 18 de septiembre | Juegos Olímpicos Sydney, Australia Jueogs Olímpicos Dura                                        | Medalla de oro                                         | Medalla de plata                 | Medalla de bronce                                                     | Cuartos de final                                               | Cuartos de final |
| 18 de septiembre | Juegos Olímpicos Sydney, Australia Jueogs Olímpicos Dura                                        | Yevgeny Kafelnikov 7–6(7–4), 3–6, 6–2, 4–6, 6–3        | Tommy Haas                       | Arnaud Di Pasquale 7–6(7–5), 6–7(7–9), 6–3 Fourth place Roger Federer | Karim Alami Max Mirnyi Juan Carlos Ferrero Gustavo Kuerten     |                  |
| 18 de septiembre | Juegos Olímpicos Sydney, Australia Jueogs Olímpicos Dura                                        | Sébastien Lareau Daniel Nestor 5–7, 6–3, 6–4, 7–6(7–2) | Todd Woodbridge Mark Woodforde   | Arnaud Di Pasquale 7–6(7–5), 6–7(7–9), 6–3 Fourth place Roger Federer | Karim Alami Max Mirnyi Juan Carlos Ferrero Gustavo Kuerten     |                  |
| 25 de septiembre | Campeonato Internacional de Sicilia Palermo, Italia International Series $375,000 Tierra batida | Olivier Rochus 7–6(16–14), 6–1                         | Diego Nargiso                    | Christophe Rochus Sergi Bruguera                                      | David Sánchez Joan Balcells Beto Martín Stéphane Huet          |                  |
| 25 de septiembre | Campeonato Internacional de Sicilia Palermo, Italia International Series $375,000 Tierra batida | Tomás Carbonell Martín García walkover                 | Pablo Albano Marc-Kevin Goellner | Christophe Rochus Sergi Bruguera                                      | David Sánchez Joan Balcells Beto Martín Stéphane Huet          |                  |

### Octubre
| Semana                                                                           | Torneo                                                                                             | Campeones                                             | Finalistas                    | Semifinalistas                                                              | Cuartos de final                                                   |
| -------------------------------------------------------------------------------- | -------------------------------------------------------------------------------------------------- | ----------------------------------------------------- | ----------------------------- | --------------------------------------------------------------------------- | ------------------------------------------------------------------ |
| 2 de octubre                                                                     | Abierto de Salem Hong Kong, China ATP International Series $375,000 Dura                           | Nicolas Kiefer 7–6(7–4), 2–6, 6–2                     | Mark Philippoussis            | Patrick Rafter Tim Henman                                                   | Gustavo Kuerten Sergi Bruguera Nicolás Lapentti Michael Chang      |
| 2 de octubre                                                                     | Abierto de Salem Hong Kong, China ATP International Series $375,000 Dura                           | Wayne Black Kevin Ullyett 6–1, 6–2                    | Dominik Hrbatý David Prinosil | Patrick Rafter Tim Henman                                                   | Gustavo Kuerten Sergi Bruguera Nicolás Lapentti Michael Chang      |
| 9 de octubre                                                                     | AIG Japan Open Tennis Championships Tokio, Japón International Series Gold $800,000 Dura           | Sjeng Schalken 6–4, 3–6, 6–1                          | Nicolás Lapentti              | Dominik Hrbatý Hicham Arazi                                                 | Gustavo Kuerten Byron Black Mark Philippoussis Wayne Black         |
| 9 de octubre                                                                     | AIG Japan Open Tennis Championships Tokio, Japón International Series Gold $800,000 Dura           | Mahesh Bhupathi Leander Paes 6–4, 6–7(1–7), 6–3       | Michael Hill Jeff Tarango     | Dominik Hrbatý Hicham Arazi                                                 | Gustavo Kuerten Byron Black Mark Philippoussis Wayne Black         |
| 9 de octubre                                                                     | CA Tennis Trophy Viena, Austria International Series Gold $800,000 Dura (i)                        | Tim Henman 6–4, 6–4, 6–4                              | Tommy Haas                    | Cédric Pioline Roger Federer                                                | Stefan Koubek Jérôme Golmard Fernando Vicente Richard Krajicek     |
| 9 de octubre                                                                     | CA Tennis Trophy Viena, Austria International Series Gold $800,000 Dura (i)                        | Yevgeny Kafelnikov Nenad Zimonjić 6–4, 6–4            | Jiří Novák David Rikl         | Cédric Pioline Roger Federer                                                | Stefan Koubek Jérôme Golmard Fernando Vicente Richard Krajicek     |
| 16 de octubre                                                                    | Heineken Open Shanghai Shanghai, República Popular de China ATP International Series $375,000 Dura | Magnus Norman 6–4, 4–6, 6–3                           | Sjeng Schalken                | Michael Chang Álex Calatrava                                                | Jonas Björkman Nicolás Massú Byron Black Nicolás Lapentti          |
| 16 de octubre                                                                    | Paul Haarhuis Sjeng Schalken 6–2, 3–6, 6–4                                                         | Petr Pála Pavel Vízner                                |                               | Michael Chang Álex Calatrava                                                | Jonas Björkman Nicolás Massú Byron Black Nicolás Lapentti          |
| Adidas Open de Toulouse Toulouse, Francia ATP International Series $400,000 Dura | Àlex Corretja 6–3, 6–2                                                                             | Carlos Moyá                                           | Marcelo Ríos Max Mirnyi       | Mikael Tillström Juan Albert Viloca-Puig Jan-Michael Gambill Nicolas Escudé |                                                                    |
| Adidas Open de Toulouse Toulouse, Francia ATP International Series $400,000 Dura | Julien Boutter Fabrice Santoro 7–6(10–8), 4–6, 7–6(7–5)                                            | Donald Johnson Piet Norval                            | Marcelo Ríos Max Mirnyi       | Mikael Tillström Juan Albert Viloca-Puig Jan-Michael Gambill Nicolas Escudé |                                                                    |
| 23 de octubre                                                                    | Davidoff Swiss Indoors Basilea, Suiza International Series $1,000,000 Carpet (indoor)              | Thomas Enqvist 6–2, 4–6, 7–6(7–4), 1–6, 6–1           | Roger Federer                 | Lleyton Hewitt Tim Henman                                                   | Nicolas Thomann Greg Rusedski Hicham Arazi Dominik Hrbatý          |
| 23 de octubre                                                                    | Davidoff Swiss Indoors Basilea, Suiza International Series $1,000,000 Carpet (indoor)              | Donald Johnson Piet Norval 7–6(11–9), 4–6, 7–6(7–4)   | Roger Federer Dominik Hrbatý  | Lleyton Hewitt Tim Henman                                                   | Nicolas Thomann Greg Rusedski Hicham Arazi Dominik Hrbatý          |
| 23 de octubre                                                                    | Copa Kremlin Moscú, Rusia International Series $1,000,000 Dura (i)                                 | Yevgeny Kafelnikov 6–2, 7–5                           | David Prinosil                | Marat Safin Marc Rosset                                                     | Vladimir Voltchkov Jonas Björkman Mikhail Youzhny Lars Burgsmüller |
| 23 de octubre                                                                    | Copa Kremlin Moscú, Rusia International Series $1,000,000 Dura (i)                                 | Jonas Björkman David Prinosil 6–2, 6–3                | Jiří Novák David Rikl         | Marat Safin Marc Rosset                                                     | Vladimir Voltchkov Jonas Björkman Mikhail Youzhny Lars Burgsmüller |
| 30 de octubre                                                                    | Masters de Stuttgart Stuttgart, Alemania Masters Series $2,950,000 Dura                            | Wayne Ferreira 7–6(8–6), 3–6, 6–7(5–7), 7–6(7–2), 6–2 | Lleyton Hewitt                | Yevgeny Kafelnikov Sébastien Grosjean                                       | Greg Rusedski Sjeng Schalken Andrei Pavel Michael Chang            |
| 30 de octubre                                                                    | Masters de Stuttgart Stuttgart, Alemania Masters Series $2,950,000 Dura                            | Jiří Novák David Rikl 3–6, 6–3, 6–4                   | Donald Johnson Piet Norval    | Yevgeny Kafelnikov Sébastien Grosjean                                       | Greg Rusedski Sjeng Schalken Andrei Pavel Michael Chang            |

### Noviembre
| Semana          | Torneo                                                                                        | Campeones                                           | Finalistas                     | Semifinalistas                      | Cuartos de final                                                          |
| --------------- | --------------------------------------------------------------------------------------------- | --------------------------------------------------- | ------------------------------ | ----------------------------------- | ------------------------------------------------------------------------- |
| 6 de noviembre  | Grand Prix de Lyon Lyon, Francia ATP International Series $800,000 Pista Dura                 | Arnaud Clément 7–6(7–2), 7–6(7–5)                   | Patrick Rafter                 | Hicham Arazi Andre Agassi           | Gustavo Kuerten Thomas Enqvist Raemon Sluiter Karol Kučera                |
| 6 de noviembre  | Grand Prix de Lyon Lyon, Francia ATP International Series $800,000 Pista Dura                 | Paul Haarhuis Sandon Stolle 6–1, 6–7(2–7), 7–6(9–7) | Ivan Ljubičić Jack Waite       | Hicham Arazi Andre Agassi           | Gustavo Kuerten Thomas Enqvist Raemon Sluiter Karol Kučera                |
| 6 de noviembre  | Torneo de San Petersburgo San Petersburgo, Rusia ATP International Series $800,000 Pista Dura | Marat Safin 2–6, 6–4, 6–4                           | Dominik Hrbatý                 | Jonas Björkman Yevgeny Kafelnikov   | Rainer Schüttler Jared Palmer Vladimir Voltchkov Álex Calatrava           |
| 6 de noviembre  | Torneo de San Petersburgo San Petersburgo, Rusia ATP International Series $800,000 Pista Dura | Daniel Nestor Kevin Ullyett 7–6(7–5), 7–5           | Thomas Shimada Myles Wakefield | Jonas Björkman Yevgeny Kafelnikov   | Rainer Schüttler Jared Palmer Vladimir Voltchkov Álex Calatrava           |
| 13 de noviembre | Masters Series de París Paris, Francia Masters Series $2,950,000 Pista Dura                   | Marat Safin 3–6, 7–6(9–7), 6–4, 3–6, 7–6(10–8)      | Mark Philippoussis             | Gustavo Kuerten Juan Carlos Ferrero | Albert Costa David Prinosil Fabrice Santoro Àlex Corretja                 |
| 13 de noviembre | Masters Series de París Paris, Francia Masters Series $2,950,000 Pista Dura                   | Nicklas Kulti Max Mirnyi 6–4, 7–5                   | Paul Haarhuis Daniel Nestor    | Gustavo Kuerten Juan Carlos Ferrero | Albert Costa David Prinosil Fabrice Santoro Àlex Corretja                 |
| 20 de noviembre | Samsung Open Brighton, Reino Unido ATP International Series $400,000 Pista Dura               | Tim Henman 6–2, 6–2                                 | Dominik Hrbatý                 | Hyung-taik Lee Vladimir Voltchkov   | Chris Woodruff Renzo Furlan Ivan Ljubičić Davide Sanguinetti              |
| 20 de noviembre | Samsung Open Brighton, Reino Unido ATP International Series $400,000 Pista Dura               | Michael Hill Jeff Tarango 6–3, 7–5                  | Paul Goldstein Jim Thomas      | Hyung-taik Lee Vladimir Voltchkov   | Chris Woodruff Renzo Furlan Ivan Ljubičić Davide Sanguinetti              |
| 20 de noviembre | Torneo de Estocolmo Estocolmo, Suecia ATP International Series $800,000 Pista Dura            | Thomas Johansson 6–2, 6–4, 6–4                      | Yevgeny Kafelnikov             | Magnus Norman Sébastien Grosjean    | Sjeng Schalken Jonas Björkman Rainer Schüttler Andreas Vinciguerra        |
| 20 de noviembre | Torneo de Estocolmo Estocolmo, Suecia ATP International Series $800,000 Pista Dura            | Mark Knowles Daniel Nestor 6–3, 6–2                 | Petr Pála Pavel Vízner         | Magnus Norman Sébastien Grosjean    | Sjeng Schalken Jonas Björkman Rainer Schüttler Andreas Vinciguerra        |
| 11 November     | Tennis Masters Cup Lisboa, Portugal Tennis Masters Cup $3,700,000 Dura (i)                    | Gustavo Kuerten 6–4, 6–4, 6–4                       | Andre Agassi                   | Marat Safin Pete Sampras            | Round Robin Àlex Corretja Lleyton Hewitt Yevgeny Kafelnikov Magnus Norman |

### Diciembre
| Semana          | Torneo                                                                                   | Campeones                                      | Finalistas                   | Semifinalistas | Cuartos de final |
| --------------- | ---------------------------------------------------------------------------------------- | ---------------------------------------------- | ---------------------------- | -------------- | ---------------- |
| 4 de diciembre  | Copa Davis de BNP Paribas Final Barcelona, España – Tierra batida                        | España · 3–1                                   | Australia                    |                |                  |
| 11 de diciembre | Campaoneto Mundial de dobles ATP Bangalore, India Tennis Masters Cup $750,000 Pista Dura | Donald Johnson Piet Norval 7–6(10–8), 6–3, 6–4 | Mahesh Bhupathi Leander Paes |                |                  |